# Guillaume Joseph Chaminade

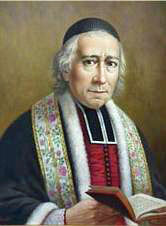
Guillaume Joseph Chaminade

Guillaume Joseph Chaminade (Périgueux, 8 april 1761 – Bordeaux, 22 januari 1850) is een Frans zalige en ordestichter.

## Levensloop
Hij was afkomstig uit een diep-christelijk gezin. Drie van zijn broers werden ook priester. Bij zijn vormsel nam hij de naam Joseph aan. Toen hij 10 jaar was, ging hij naar het college van Mussidan, waar een broer van hem leraar was. Hij zou er zelf als leerling, leraar en kapelaan 20 jaar blijven. Hij werd priester tijdens de Franse revolutie en weigerde in 1791 de eed van trouw aan het regime af te leggen, waardoor hij verplicht werd zijn activiteiten als priester in het geheim voort te zetten. Vanaf 1795 ontfermde hij zich over de priesters die de eed van trouw aan het regime afgelegd hadden, maar later tot inkeer waren gekomen.
Hij werd in 1797-1800 naar Saragossa verbannen, de enige periode in zijn leven tijdens dewelke hij niet in de streek van Bordeaux zou verblijven. Bij het heiligdom van Onze-Lieve-Vrouw van Pillar, kreeg hij een boodschap om missionaris van Maria te worden en om een religieuze gemeenschap te stichten voor het geloofsherstel in Frankrijk.

## De Marianisten
Bij zijn terugkeer naar Bordeaux in november 1800, stichtte hij er de sodaliteit van Onze-Lieve-Vrouw. Chaminades plan bestond er in om in de sodaliteit alle christenen, mannen en vrouwen, jong en oud, leken en geestelijken, samen te brengen met de bedoeling om onder de bescherming van Onze-Lieve-Vrouw in geloof en in het evangelie te leven en het geloof te delen. Naast de gebruikelijke geloften van armoede, kuisheid en gehoorzaamheid, kwam ook de gelofte van trouw aan de congregatie en van een bijzondere toewijding aan Maria. Als uitwendig teken van deze bijkomende gelofte droegen de leden een gouden ring aan hun rechterhand.
Chaminade werd apostolisch administrator voor het bisdom Bazas en werd door het Vaticaan in 1801 benoemd tot apostolisch missionaris. Naarmate zijn inzichten zich ontwikkelden, zag hij zijn sodaliteit als een familie van marianisten, met als opdracht deel te nemen aan de missie Christus aan de wereld te brengen. Kenmerkend waren een diep gevoel van gelijkheid van alle christenen, de geest van wederzijdse afhankelijkheid en het belang van individuele geestelijke groei.

## De Dochters van Maria
Een aantal leden van de sodaliteit vormde later de kern van de "Dochters van Maria Onbevlekt Ontvangen", gesticht door Adele de Batz de Trenquelleon en Chaminade in 1816 en van de "Sociëteit van Maria", opgericht in 1817. De instellingen groeiden en de leden gaven onderwijs in lagere, secundaire en handelsscholen. Chaminade trachtte een netwerk op te zetten van christelijke normaalscholen, maar dit mislukte door de Julirevolutie van 1830.
In 1836 zetten de "Dochters van Maria" landelijke scholen op doorheen het zuidwesten van Frankrijk. De gemeenschap breidde in 1839 ook uit naar Zwitserland en vervolgens naar de Verenigde Staten, waar zij zich in 1849 in Dayton (Ohio) vestigde en in 1949 in Somerset (Texas).

## Eerbetoon
Chaminade was erekanunnik van het bisdom Bordeaux.
Hij werd in 2000 zalig verklaard door paus Johannes Paulus II. Zijn feestdag is op 22 januari.
In Honolulu (Hawaï) is de Chaminade University naar hem genoemd. Ook heel wat middelbare scholen die door de Marianisten worden geleid, dragen de naam van hun stichter.